# Logistics
Logistics, de artiestennaam van Matt Gresham (Cambridge, 30 juli 1981), is een Brits dj en producent van drum and bass. Hij heeft een contract met Hospital Records, waarbij hij sinds 2004 muziek uitbrengt. Zijn muziek wordt liquid funk genoemd, een door soul beïnvloede stijl van drum and bass. Zijn broers Dan (Nu:Tone) en Nick Gresham (Other Echoes; daarvoor ook bekend als Bastille) zijn ook drum and bass producers, gelabeld bij Hospital Records. Matt en Dan zijn ook als duo actief, onder de naam Nu:Logic.

## Biografie
Matt Gresham groeide voornamelijk op met gitaarmuziek zoals Rage Against the Machine en downtempo elektronische muziek. Hij had geen interesse in drum en bass, in tegenstelling tot zijn broer in die tijd, totdat hij kennismaakte met de "Music Box"-lp uitgebracht op Full Cycle Records. Wat hem aansprak was, zoals hij het omschreef "like downtempo tunes with double time beats".
De eerste release waarin Matt Gresham betrokken was, was een samenwerking onder de naam Nu:Logic, op Tangent Recordings in 2003. Vervolgens bracht hij zijn eerste werk uit onder de naam Logistics, "Come To You / Music", uit op Nu:Tone's eigen label Brand.nu, wat leidde tot zijn contract bij Hospital Records. Hij haalde op dat moment een diploma in grafische vormgeving aan het Goldsmiths College, maar vertrok om een professionele carrière in de muziekproductie na te streven, en werd aanzienlijk bekend in de drum- en basscene. Nadat hij de universiteit had verlaten, bracht hij verschillende nummers uit, zoals Together en Spacejam (van de Spacejam EP) en The Trip (van Weapons of Mass Creation 2) die de aandacht en invloed van enkele van de grote drum- en bass-dj's in de Britse scene trokken, onder andere Grooverider en Andy C.
Zijn album uit 2006 "Now More Than Ever", won de Xtra Bass Award 2007 van BBC Radio 1Xtra. London Elektricity's Tony Colman, de label manager van Hospital Records, beschreef het album in een interview als (destijds) "the most eagerly anticipated debut album ever to be released on Hospital".

## Discografie
Albums
- Now More Than Ever (2006)
- Reality Checkpoint (2008)
- Crash Bang Wallop (2009)
- Spacejams (2010)
- Fear Not (2012)
- Polyphony (2014)
- Electric Sun (2016)
- Hologram (2018)